# 面会
| ウィキペディアには「面会」という見出しの百科事典記事はありません（タイトルに「面会」を含むページの一覧/「面会」で始まるページの一覧）。 代わりにウィクショナリーのページ「面会」が役に立つかもしれません。 |